# Heterococcopsis opertus
Heterococcopsis opertus är en insektsart som beskrevs av Borchsenius 1949. Heterococcopsis opertus ingår i släktet Heterococcopsis och familjen ullsköldlöss. Inga underarter finns listade i Catalogue of Life.